# Терновой (Клетский район)
Терновой — хутор в Клетском районе Волгоградской области. Входит в состав Манойлинского сельского поселения.

## История
В соответствии с Законом Волгоградской области № 1003-ОД от 14 февраля 2005 года хутор вошёл в состав образованного Манойлинского сельского поселения.

## География
Хутор расположен на краю балки Безводной (приток Крепкой, бассейн Дона) в 3 км к юго-юго-востоку от хутора Манойлин, в 42 км к северу от Суровикино и в 120 км к северо-западу от Волгограда.
Площадь — 63 га. Имеется пруд на балке вблизи хутора.

## Население
| 2002 | 2010 |
| ---- | ---- |
| 110  | ↗115 |

## Инфраструктура
Личное подсобное хозяйство.

## Транспорт
Асфальтированных дорог нет.